# Víctor Colchado
	Víctor Hugo Colchado (Lima, Perú, 28 de julio de 1970) es un exfutbolista peruano. Jugaba de delantero y militó en diversos clubes de Perú, Alemania, Holanda y Canadá.

## Clubes
| Club                | País         | Año       |
| ------------------- | ------------ | --------- |
| Universitario       | Perú         | 1989-1990 |
| FC Den Bosch        | Países Bajos | 1990-1992 |
| TuS Lingen          | Alemania     | 1992-1993 |
| San Agustín         | Perú         | 1993      |
| Deportivo Sipesa    | Perú         | 1994      |
| Deportivo Municipal | Perú         | 1995      |
| Juan Aurich         | Perú         | 1996      |
| Sport Boys          | Perú         | 1997      |
| Alianza Atlético    | Perú         | 1998-1999 |
| Sherbrooke          | Canadá       | 2000-2003 |